# Fernando Silva (nadador)
Fernando Souza da Silva (Roma, 7 de abril de 1986) é um nadador brasilleiro.
Nasceu em Roma, na Itália mas, ainda criança, se mudou para o Rio de Janeiro.

## Trajetória esportiva
Começou na natação por recomendação médica, em função de um quadro de alergia. Participou do primeiro campeonato aos oito anos, quando perdeu para um amigo que não praticava natação; isso se tornou um estímulo para que treinasse com mais seriedade.
Começou a treinar regularmente na Universidade Gama Filho, depois se transferiu para os clubes Flamengo, Esporte Clube Pinheiros e Minas Tênis Clube.
Nos Jogos Pan-Americanos de 2007, realizados no Rio de Janeiro, ganhou a medalha de ouro no revezamento 4x100 metros livre.
Participou da Universíade de 2007 em Bangcoc, na Tailândia, e ganhou a medalha de bronze nos 100 metros livre.
Integrou a seleção brasileira no Mundial de Melbourne em 2007, onde ficou em oitavo lugar.
Fernando foi campeão do sul-americano absoluto nos 100 metros livre, 100 metros borboleta e 4x100 metros livre em 2008.
Foi aos Jogos Olímpicos de Verão de 2008 em Pequim, na condição de reserva no revezamento 4x100 metros nado livre e, lá, conquistou a vaga na equipe titular, mas a equipe brasileira foi desqualificada.
No Campeonato Mundial de Esportes Aquáticos de 2009, realizado em Roma, ficou em quarto lugar no revezamento 4x100 metros livre, junto com Nicolas Oliveira, Guilherme Roth e César Cielo, com a marca de 3m10s80, recorde sul-americano.
Nos anos de 2010 e 2011 dedicou-se à família e se afastou do esporte. Em 2012, retomou os treinos de alto rendimento.

### Marcas importantes
Piscina olímpica (50 metros)
- Recordista sul-americano do revezamento 4x100 metros livre: 3m10s80, obtidos em 26 de julho de 2009, com César Cielo, Guilherme Roth e Nicolas Oliveira

Piscina semi-olímpica (25 metros)
- Ex-recordista sul-americano do revezamento 4x100 metros medley: 3m28s88, obtidos em 13 de abril de 2008, com Guilherme Guido, Felipe Silva e Lucas Salatta